# Народные силы 25 апреля
Народные силы 25 апреля (FP-25) (порт. Forças Populares 25 de Abril) — ультралевая террористическая организация, существовавшая в Португалии с 1980 по 1987 год.
Наиболее известной фигурой, связанной с FP-25, был Отелу Сарайва де Карвалью, бывший одной из ключевых фигур португальской революции.
FP-25 взяли своё название от даты «революции гвоздик» (свержения фашистской диктатуры 25 апреля 1974 года).

Организация была сформирована из членов «Революционных бригад» (порт. Brigadas Revolucionárias) — вооруженного крыла Революционной партии пролетариата (порт. Partido Revolucionário do Proletariado). Считалась вооружённым крылом политической группы «Сила народного единства» (порт. Força de Unidade Popular, FUP), созданной 28 марта 1980 года.

## Идеологические установки
FP-25 объединила самые радикальные слои революционно настроенных левых. Она проявляла недовольство политической эволюцией страны, а именно создание классической западной партийной парламентской представительной системы и реактивацию системы экономического и социального капитала. В публичном презентационном документе организации «Манифест трудящимся» от апреля 1980 года ясно говорилось, что организация считает серьёзными отклонения от конституции 1976 года, а именно отказ от построения социализма, отказ от аграрной реформы и потерю «выражения и решающего веса воли народа Португалии». Провозглашалась «прямая борьба за дезорганизацию капитализма во всех сферах».
В политической реальности того времени FP-25 выступали против установившейся модели демократии, за государственное устройство, основанное на собраниях и местных органах управления — так называемом basismo или conselhismo — несколько похожих на модели ливийского или кубинского государственного управления, и находясь в неприсоединении с двумя противостоящими военно-политическими блоками «холодной войны» как фундаментальном условии для гарантии построения социализма в Португалии.
Проведённые организацией вооруженные акции также отражали разброс мнений в обществе по различным причинам: социальные, экологические, политические и международные проблемы в явной попытке силового решения политических противоречий. Также организацией одобрялись идеи всеобщего народного восстания и одновременного строительства народной армии.
В значительной степени благодаря постоянному обращению к необходимости «возврата украденных у народа средств» сочувствию организации к грабежам банков и казначейств, финансовых компаний и транспортных средств, а также политической изоляции FP-25 и искусственной изоляции её от средств массовой информации, FP- 25 быстро создали для себя в общественном мнении образ организации, приверженной идее идейного тупика и банкротства португальского общества и необходимости выхода из них силовым путём.

## Финансирование и связи
Финансирование организации проводилось в основном за счёт сбора средств у сторонников и сочувствующих движению. Вместе с тем имелись конкретные доказательства поддержки FP-25 правительствами бывших португальских колоний (особенно Мозамбика), в отношении въезда и вида на жительство боевиков, скрывавшихся от португальской системы правосудия. Также имелись свидетельства сотрудничества со схожими иностранными вооруженными подпольными организациями, в частности ИРА и ЭТА. В последнем случае были указания на то, что между организациями были оружейные, технические и логистические обмены.

## Деятельность
Началом деятельности организации считается 20 апреля 1980 года, когда по всей Португалии были задействованы примерно 100 фейерверков с заряженными в них «Манифестами для рабочих» — обращениями к трудящимся о положении в стране.
FP-25 очень быстро признали применение крайнего насилия в своих действиях в качестве неизбежной практики проводимых ими акций. Первые официально приписывавшиеся этой организации и подтверждавшиеся ею физические устранения противников произошли уже в мае 1980 года и в основном касались конфронтации со службами правопорядка и безопасности во время грабежей и арестов боевиков. В октябре того же года при неудачном нападения на два банка в Малвейре (Большой Лиссабон) произошло серьёзное столкновение, в результате которого погибли 2 боевика организации и 1 один полицейский.
В 1981 году одновременно с нападениями, подрывами и поджогами, направленными на уничтожение помещений и оборудования силовых структур, активизировались действия с использованием огнестрельного оружия на окраинах и за пределами городов. Жертвами являлись полицейские и жандармы, бизнесмены-консерваторы и лица, ответственные за гибель двух боевиков в октябре 1980-го. В Сан-Мартинью-ду-Кампу было запланировано убийство владельца текстильной компании Абилиу ди Оливейры — финансиста ультраправой террористической группировки МДЛП в период Жаркого лета. Однако этой акции воспрепятствовал Нелсон Тейшейра, сын Розинды Тейшейра, погибшей в одной из терактов, не желавший «накалять ненависть».
Фактически, вплоть до распада организации жертвами казней FP-25 являлись в основном предприниматели, а также работники управления и государственного аппарата, как правило, связанные с компаниями, известными серьёзными трудовыми спорами, коллективными увольнениями или просроченной заработной платой. Как исключение было убийство в апреле 1986 года тогдашнего генерального директора тюремных служб Гаспара Каштелу Бранко — единственного высокопоставленного должностного лица в государственной иерархии (его убийство непосредственно связывалось с суровыми условиями содержания под стражей арестованных, подследственных и заключённых членов левацких организаций, резко ужесточившихся после побега группы из 10 подсудимых боевиков в сентябре 1985 года).
В течение всего периода деятельности FP-25, движение воздерживались от неизбирательных действий, таких как взрывы бомб в общественных местах, могущих привести к большому числу прямых или побочных жертв, особенно среди случайных людей и прохожих. Однако были некоторые исключения, такие как убийство людей в ситуациях перестрелок в ходе ограблений банков.
Аналогичным образом FP-25 воздерживалось от совершения похищений или вымогательства у предпринимателей или банкиров. На уровне же действий против экономических субъектов, например, в 1984 году сумма «экспроприированного» в ходе одной из акций в центре Лиссабона достигло 108 000 000 эскудо (более 500 000 евро).

## Отколовшиеся организации
Внутренние разногласия внутри FP-25 привели к появлению новых организаций, а именно GAR (Автономные Революционные группы) и ORA (Организация Революционная армия).

Первая из этих организаций, возникшая в 1982 году, по существу занялась националистическими акциями, включая акциями в солидарность с баскским сепаратизмом и режимом апартеида в то время в Южной Африке, в том числе, Известная активность GAR полностью исчезла в конце 1985 года, и никаких дальнейших действий ею не предпринималось.

ORA, в свою очередь, возникшая летом 1986 года, совершила ряд взрывов собственности сельских предпринимателей и фермеров, а также туристических предприятий в туристическом районе Алгарви в рамках кампании, направленной против иностранного туризма в регионе. В то же время случайный взрыв на конспиративной квартире в Лиссабоне, в результате которого погибло двое боевиков, снаряжавших взрывное устройство, стало последним известием об этой организации. ORA совершенно эфемерно существовала, но больше никаких действий не предпринимала.

## Окончание деятельности
В 1983 году в городе Порту в ходе политической операции и последовавшей перестрелки были задержаны три активиста организации.
В начале 1984 года началось сотрудничество ряда членов FP-25 с властями. Всего за три месяца, особенно благодаря вкладу «раскаявшихся», власти смогли идентифицировать людей, складов, домов, транспортных средств и планы организации, в результате чего в июне 1984 года судебной полицией и государственным прокурором была проведена операция «Орион», в ходе которой были арестованы около 40 членов FP-25, в том числе и Отелу Сарайва де Карвалью.
FP-25 оставалась активной благодаря тому, что большое число подпольщиков оставались на свободе. в ноябре 1984 года заминировали посольство США в Лиссабоне (посольство было эвакуировано), 27 января 1985 года обстреляли из миномётов 6 кораблей НАТО в столичном порту, в феврале были взорваны 8 бомб на автостоянке базы НАТО в Бежу. В сентябре 1985 года удалось также организовать побег группы членов организации из Лиссабонской тюрьмы.

Однако в 1985, 1986 и 1987 годах постепенно большинство активистов FP-25 были задержаны или искали убежища за границей, особенно в Мозамбике, что привело к постепенному роспуску организации вплоть до её полного исчезновения к 1991 году.
В мае 1991 года несколько находившихся на свободе, провели в Лиссабоне встречу с журналистами, в ходе которой они объявили о прекращении всей деятельности организации. Они также заявили о добровольной сдаче накопленного организацией оружия.
Судебное дело против членов FP-25 было ознаменовано медлительностью и разногласиями между сторонами. Процесс был завершён только в 2001 году, причём подавляющее большинство подсудимых были оправданы из-за отсутствия доказательств.
Сам Отелу Сарайва де Карвалью был понижен в звании до подполковника и в 1987 году осуждён на 18 лет «за моральную ответственность» в происшедших актах террора. В августе 1989 года он был помилован и выпущен на свободу, в 1996 году были помилованы и все другие осуждённые члены организации.

## Итоги деятельности
Считается, что между 1980 и 1987 от рук боевиков FP-25 погибло 13 человек, организация также потеряла 4 боевика в перестрелках с полицией, FP-25 организовали 66 взрывов и провели 99 нападений на банки и инкассаторские машины.